# 木 (数学)
数学、特にグラフ理論の分野における木（き、英: tree）とは、連結で閉路を持たない(無向)グラフである。有向グラフについての木（有向木）についても論じられるが、当記事では専ら無向木を扱う（有向木については節にまとめた）。

閉路を持たない（連結であるとは限らない）グラフを森（もり、英: forest）という。木は明らかに森である。あるいは、森を一般的な場合とし、連結な森を木という、とすることもある。

## 特徴づけ
n 個の点からなるグラフ T について次は同値である。
- T は木である
- T に閉路はなく、 n − 1 本の辺を持つ
- T は連結で、 n − 1 本の辺を持つ
- T は連結で、すべての辺は橋である
- T の任意の2点を結ぶ道がちょうど1つある
- T に閉路はないが、新しい辺をつけ加えると閉路が必ず1つできる

## 性質
木 T には、以下のような性質がある。
- T の2点を結ぶ T に含まれない辺 e に対して、T + e には e を通るただ一つの閉路があり、この閉路上の任意の辺 f に対して T + e - f は木となる。
- 頂点が2つ以上ある木には少なくとも2個の端末点がある。また、端末点とは次数1の点である。

上の定理から、木には必ず端末点があり、その端末点を除去すると位数の一つ小さい木が得られる。逆に言えば、位数 n の木は、位数 n − 1 の木に一つの新しい点と、これに接続する一本の新しい辺を加えて得られる。

## 根つき木
あるノードを選んで、それを一番「上」にあると考えると、そのノードを基準として2つのノードに上下の関係を考えることが出来る（すべてのノードの組み合わせについて定義されるとは限らない）。このとき、その一番上のノードを根（ね、英: root）という。根を持つ木を単なる木と区別して根付き木という。
根つき木に関する用語は、それを家系図に見たてたものが多く使われる。
- 点 v1 と v2 が辺で結ばれており、しかも v1 の方が v2 よりも根に近いとき、v1 は v2 の親であるといい、v2 は v1 の子であるという。
- 点 v2 と v3 が共通の親を持つとき、v2 と v3 は兄弟という。
- 根つき木上の2点 v1, v2 に対し、v2 と根を結ぶ経路上に v1 があるとき、v1 は v2 の先祖であるといい、v2 は v1 の子孫であるという。

また、根つき木に関する用語として、他に以下のようなものがある。
- 子を持たない点を葉という。
- 各辺の長さを1とするとき、点と根との経路の長さをその点の高さという。また、根から最も経路の長さが長くなる点までの長さを、その木の高さという。

## n分木
n を自然数とする。葉ではない各点に対しその点の子の数が常に n であるような木をn分木(nぶんぎ; n-ary tree)という。特に二分木はいくつかのアルゴリズムと密接に関わるデータ構造である（ただし大抵は次で述べる有向木による二分木）。

## 有向木
一般に、無向木は任意の点を根とみなすことができる。それに対し有向木は、根である点をただ1つだけ持つ。辺の向きとして、根から葉に向かっている場合と、葉から根に向かっている場合とがある。混在はできない（混在してしまうと閉路ができてしまう）。
閉路を持たない任意の有向グラフは有向非巡回グラフ（Directed Acyclic Graph、DAG）である。有向木は連結な有向非巡回グラフでもあるが、連結な有向非巡回グラフが必ずしも有向木とは限らない（DAGでは子孫あるいは親の共有がある場合がある。そうするとそれは木ではない）。